# ラ・エストレージャ
ラ・エストレージャ（La Estrella）は、スペイン・カスティーリャ＝ラ・マンチャ州トレド県のムニシピオ（基礎自治体）。

## 地理
ラ・エストレージャは南東から北西へ伸びている小山状の斜面に位置する。ラ・ハラ地域（La Jara）に属し、北はナバルモラレッホ、北から東はアルデアヌエバ・デ・バルバロージャ、東はラ・ナバ・デ・リコマリージョ、南はエル・カンピージョ・デ・ラ・ハラとアルデアヌエバ・デ・サン・バルトロメー、そして西はカセレス県のビジャール・デル・ペドローソの各自治体と接している。
自治体内を南東から北西へウソ川が流れている。

### 人口
2011年1月1日現在の人口は327人。
| ラ・エストレージャの人口推移 1900－2010                 |
|                                                         |
| 出典:INE（スペイン国立統計局）1900年 - 1991年、1996年 - |

## 歴史
ラ・エストレージャの過去についてはわずかなデータしか残されていないが、14世紀には入植が開始されたことが知られている。遺跡が残されていることからローマ時代には人が定住していたことがうかがわれる。アンチャと呼ばれる山の上部で鉄器時代のものと考えられるカストロ遺跡が発見されている。
ラ・エストレージャはタラベーラ・デ・ラ・レイナの領主とトレド大司教の所領に属していた。
19世紀半ばにはラ・エストレージャは216世帯を数え、2,500レアルの資金で学校が建てられ、80人の子供たちがそこで学んだ。また、この地では小麦、大麦、ライムギ、オリーブ、ひよこ豆などが栽培され、山羊の飼育と狩猟などで生計が建てられたとの記録がある。

## 政治
自治体首長はカスティーリャ＝ラ・マンチャ社会党（Partido Socialista de Castilla-La Mancha、PSCM-PSOE）のアグスティン・マルティン・カンテーロ（Agustín Martín Cantero）で、自治体評議員は、カスティーリャ＝ラ・マンチャ社会党：4、カスティーリャ＝ラ・マンチャ国民党（Partido Popular de Castilla-La Mancha）：3となっている（2011年5月22日の自治体選挙結果、得票順）。
| 1999年6月13日自治体選挙 |        |        |          |
| 政党                    | 得票数 | 得票率 | 獲得議席 |
| PSOE-PROG.              | 160    | 44.08% | 4        |
| PP                      | 116    | 31.96% | 2        |
| UTYC                    | 56     | 15.43% | 1        |
| URI                     | 30     | 8.26%  | 0        |

| 2003年5月25日自治体選挙 |        |        |          |
| 政党                    | 得票数 | 得票率 | 獲得議席 |
| PSOE                    | 187    | 60.32% | 4        |
| PP                      | 121    | 39.03% | 3        |

| 2007年5月27日自治体選挙 |        |        |          |
| 政党                    | 得票数 | 得票率 | 獲得議席 |
| PSOE                    | 158    | 54.86% | 4        |
| PP                      | 130    | 45.14% | 3        |

| 2011年5月22日自治体選挙 |        |        |          |
| 政党                    | 得票数 | 得票率 | 獲得議席 |
| PSOE                    | 143    | 51.07% | 4        |
| PP                      | 130    | 46.43% | 3        |

### 司法行政
ラ・エストレージャはタラベーラ・デ・ラ・レイナ司法管轄区に属す。